# Pedum spondyloideum
Huître corallicole
Genre
Espèce
Synonymes
- Ostrea pedum Röding, 1798[1]
- Ostrea spondyloidea Gmelin, 1791 - protonyme[1]
- Pedum pedum intensum Iredale, 1939[1]
- Pedum pedum[1]

Pedum spondyloideum, communément appelé Huître corallicole, est une espèce de mollusques bivalves de la famille des Pectinidae. C'est l'unique représentant du genre Pedum.

## Description
Pedum spondyloideum est un bivalve sessile de taille moyenne (max 60 mm), qui se développe à l'intérieur des colonies de coraux préférentiellement du genre Porites (mais aussi d'autres coraux massifs comme Goniastrea, Montipora et Platygyra). Entièrement encroûté dans le corail, on n'en voit que l'extrémité du manteau, vivement colorée de rouge et de bleu iridescent. Ce manteau est équipé d'yeux sensibles à la lumière, qui permettent au bivalve de se refermer en cas de menace. 

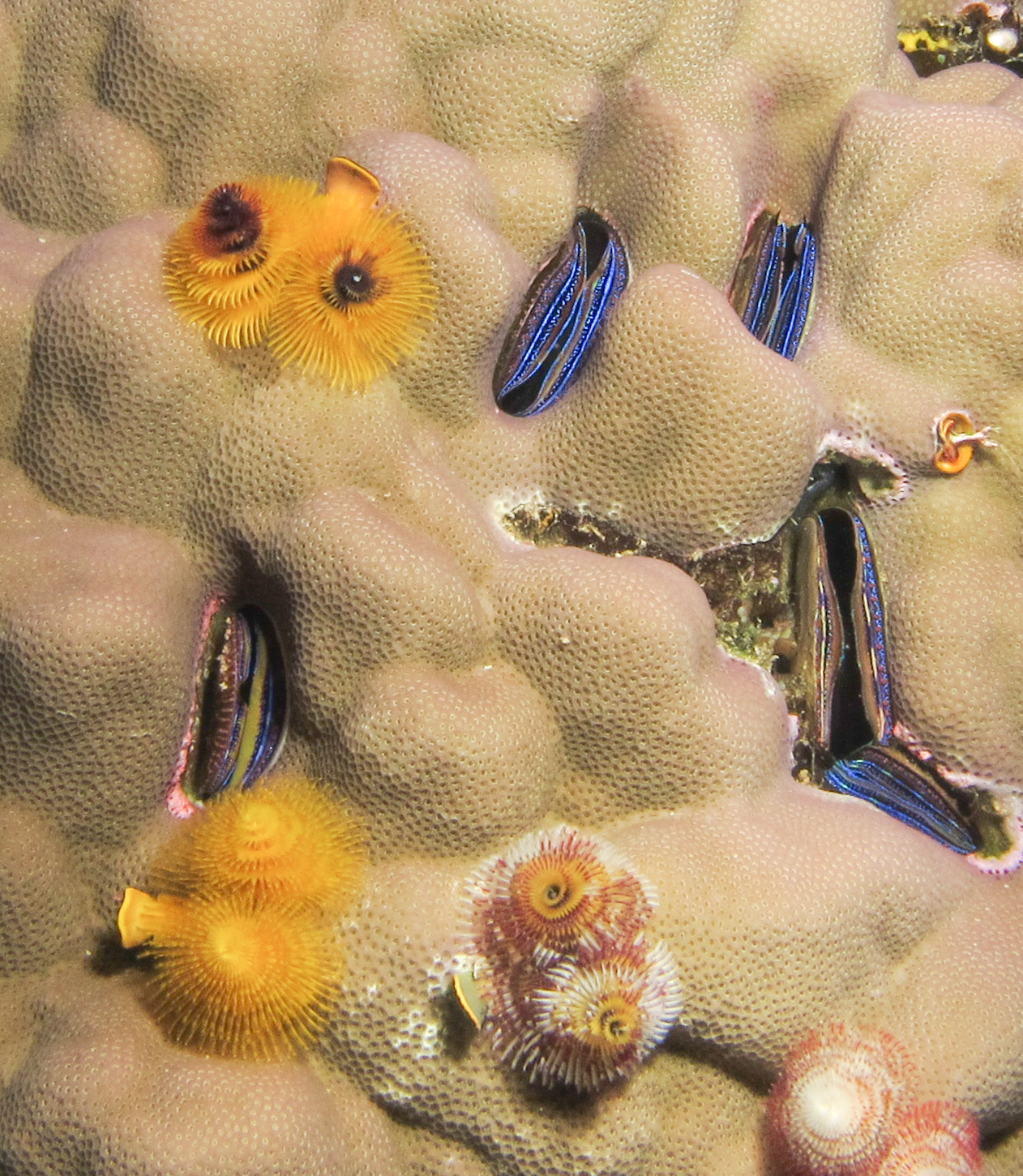
En association avec des Spirobranchus giganteus aux Fidji.
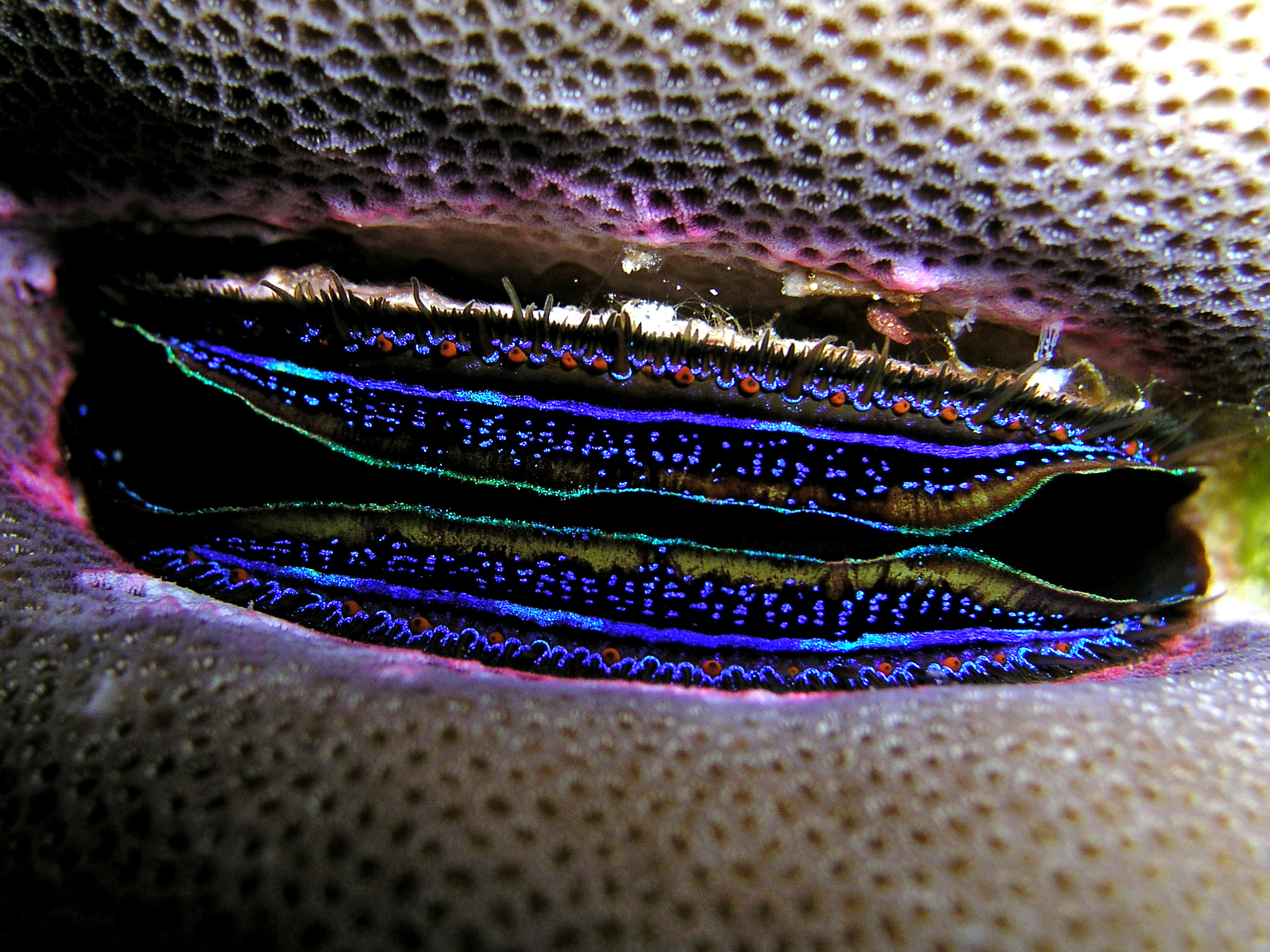
Gros plan sur l'ouverture.

Valve droite et gauche du même spécimen:

Valve droite
Valve gauche

## Habitat et répartition
Ce bénitier est inféodé aux récifs de corail. On le trouve généralement incrusté au sein même d'un massif corallien, et donc aux mêmes profondeurs que ses hôtes (entre 1 et 20 m de profondeur).
On le rencontre dans toute la zone tropicale de l'Indo-Pacifique ouest-central, de la Mer Rouge aux îles du Pacifique.

## Écologie et comportement
Ce mollusque est un symbiote du corail, qui ne semble pas gêner le développement de celui-ci. Il peut au contraire protéger leur hôte contre certains corallivores comme l'étoile de mer Acanthaster planci, qu'il repousse par de puissants jets d'eau. 